# Özge Yurtdagülen
Özge Nur Yurtdagülen, coniugata Çetiner, (Istanbul, 6 agosto 1993), è una pallavolista turca, centrale del Bahçelievler.

## Carriera

### Club
La carriera di Özge Yurtdagülen inizia nel settore giovanile dello Yeşilyurt, nel quale entra all'età di undici anni, giocandovi per cinque annate. Nella stagione 2009-10 approda in prima squadra, facendo l'esordio da professionista in Voleybol 1. Ligi: il campionato però sancisce la retrocessione del suo club alla serie cadetta, dove resta solo un anno, ottenendo un immediato ritorno nella massima serie, che torna a disputare nella stagione 2011-12.
Nella stagione 2012-13 viene ceduta al Galatasaray, per poi fare ritorno allo Yeşilyurt nella stagione seguente. Nel campionato 2014-15 è di nuovo al Galatasaray. Dopo essere approdata nel campionato successivo al Sarıyer, nella stagione 2016-17 viene ceduta in prestito al VakıfBank con cui si aggiudica la Champions League e il campionato mondiale per club.
Nella stagione 2017-18 si accasa per un biennio al Nilüfer, sempre in Sultanlar Ligi, e nel campionato 2019-20 si trasferisce al Türk Hava Yolları, anch'esso nel massimo campionato turco: dopo un biennio con le bianco-rosse, nel campionato 2021-22 passa al neopromosso Mert Grup Sigorta, mentre nel campionato successivo si accasa nell'Aydın BB, dove gioca per due annate.
Nel campionato 2024-25 viene ingaggiata dal Bahçelievler, neopromosso in Sultanlar Ligi.

### Nazionale
Nel 2012 riceve le prime convocazioni nella nazionale turca, esordendo in occasione dell'European League, torneo nel quale vince la medaglia d'oro nel 2014.
Nel 2015, con la nazionale under 23, arriva all'argento nel campionato mondiale di categoria a cui fa seguito un bronzo ai XVIII Giochi del Mediterraneo.

## Palmarès

### Club
- Campionato mondiale per club: 1

2017
- Champions League: 1

2016-17

### Nazionale (competizioni minori)
- European League 2014
- Campionato mondiale under 23 2015
- Montreux Volley Masters 2016
- Giochi del Mediterraneo 2018